# Escut de les Illes Marshall
L'escut de les Illes Marshall és un segell de forma rodona la figura principal del qual és un àngel de la pau estilitzat, d'ales esteses. Al voltant de l'element central, començant per dalt i en el sentit de les agulles del rellotge, figuren:
- un estel de 24 puntes, en representació dels municipis de la República, amb els quatre raigs principals que simbolitzen els atols de Majuro (la capital), Jaluit, Wotje i Kwajalein;
- els raigs representats a la bandera, a banda i banda de l'estel, cadascun dels quals té dos colors: taronja, símbol del valor, i blanc, la pau; aquests raigs representen també les dues cadenes d'atols, Ratak ('alba') i Ralik ('capvespre');
- una xarxa de pesca, ja que el peix és l'aliment principal de les illes;
- una canoa de vela que navega sobre l'oceà, que ocupa el peu de l'escut; a banda i banda de la canoa, la representació estilitzada de dues fregates, ocells típics de l'arxipèlag;
- sota l'àngel, una carta nàutica tradicional de les Marshall, i a sota el mot Seal ('segell', en anglès) dins una cinta;
- una illa plana amb cocoters, símbol dels atols que formen l'arxipèlag;
- entre l'ala de l'àngel i el raig bicolor de la part superior dreta, un deka in nin, atuell fet amb una petxina gegant que la població de les illes utilitza per treballar les fulles de Pandanus.

Al voltant del segell, una franja blanca amb la inscripció en anglès Republic of the Marshall Islands ('República de les Illes Marshall') a la part superior, mentre que a la inferior, en marshallès, figura el lema nacional, Jepilpilin ke Ejukaan ('L'acompliment ve de l'esforç conjunt'). La vora exterior és formada per dues cadenes unides, que simbolitzen les dues cadenes d'illes de Ratak i Ralik.